# 백악기
| 쥐라기 ← 백악기 → 고진기 145.5 – 65.5 백만년 전 |                                    |                |             |
| 평균 O2 농도 | 약 30 Vol % (현재의 150 %)         |                |             |
| 평균 대기 CO2 농도 | 약 1700 ppm (산업 시대 이전의 6배) |                |             |
| 평균 표면 온도 | 약 18 °C (현재보다 4 °C 높음)      |                |             |
| \| 기 \| 세 \| 절 \| 백만년전 \| \| ------------------------------- \| -------- \| -------------- \| ----------- \| \| 고진기 \| 팔레오세 \| 다니아절 \| 이후 \| \| 백악기 \| 후기 \| 마스트리흐트절 \| 66.0–70.6 \| \| 백악기 \| 후기 \| 샹파뉴절 \| 70.6–83.5 \| \| 백악기 \| 후기 \| 산토눔절 \| 83.5–85.8 \| \| 백악기 \| 후기 \| 코냐크절 \| 85.8–89.3 \| \| 백악기 \| 후기 \| 투로니아절 \| 89.3–93.5 \| \| 백악기 \| 후기 \| 세노마눔절 \| 93.5–99.6 \| \| 백악기 \| 전기 \| 알바절 \| 99.6–112.0 \| \| 백악기 \| 전기 \| 압트절 \| 112.0–125.0 \| \| 백악기 \| 전기 \| 바렘절 \| 125.0–130.0 \| \| 백악기 \| 전기 \| 오트리브절 \| 130.0–136.4 \| \| 백악기 \| 전기 \| 발랑쟁절 \| 136.4–140.2 \| \| 백악기 \| 전기 \| 베리아절 \| 140.2–145.5 \| \| 쥐라기 \| 후기 \| 티톤절 \| 이전 \| \| 2013년 이후의 백악기의 구분.[4] \| \| \| \| |                                    |                |             |
| 기 | 세                                 | 절             | 백만년전    |
| 고진기 | 팔레오세                           | 다니아절       | 이후        |
| 백악기 | 후기                               | 마스트리흐트절 | 66.0–70.6   |
| 백악기 | 후기                               | 샹파뉴절       | 70.6–83.5   |
| 백악기 | 후기                               | 산토눔절       | 83.5–85.8   |
| 백악기 | 후기                               | 코냐크절       | 85.8–89.3   |
| 백악기 | 후기                               | 투로니아절     | 89.3–93.5   |
| 백악기 | 후기                               | 세노마눔절     | 93.5–99.6   |
| 백악기 | 전기                               | 알바절         | 99.6–112.0  |
| 백악기 | 전기                               | 압트절         | 112.0–125.0 |
| 백악기 | 전기                               | 바렘절         | 125.0–130.0 |
| 백악기 | 전기                               | 오트리브절     | 130.0–136.4 |
| 백악기 | 전기                               | 발랑쟁절       | 136.4–140.2 |
| 백악기 | 전기                               | 베리아절       | 140.2–145.5 |
| 쥐라기 | 후기                               | 티톤절         | 이전        |
| 2013년 이후의 백악기의 구분. |                                    |                |             |

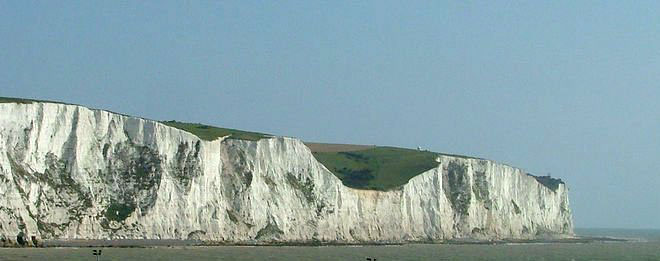
도버 백악절벽은 대표적인 백악기 지층이다.

백악기(白堊紀) 또는 크레테이셔스기(영어: Cretaceous period)는 중생대의 마지막 지질 시대로 쥐라기가 끝나는 1억4550만 년 ± 4백만 년 전부터 신생대 팔레오세가 시작하는 6600만 년 ± 3십만 년 전 사이의 시기이다.
백악기의 지구 기후는 오늘날처럼 온화하였으며, 해수면이 지금처럼 높았다. 뿐만 아니라 계절도 생겨났다. 바다에는 지금은 멸종한 어룡, 수장룡 등의 해양파충류와 암모나이트, 루디스트 같은 생물이 서식하였고, 육상에는 공룡 등이 살았다. 또한 백악기에 들어 포유류, 속씨식물과 같은 새로운 생물이 출현하였다. 백악기는 지구의 역사에서 특기할 만한 대멸종인 K-T 대멸종과 함께 막을 내렸다. 이 대멸종으로 인해 조류 이외의 모든 공룡, 익룡, 어룡, 수장룡과 같은 생물이 절멸하였다.

## 백악기의 세계

### 고지리학
백악기 시대에는 고생대에 형성된 초대륙인 판게아가 분리되어 오늘날의 대륙과 같은 모습으로 나뉘어 있었다.
백악기 동안 대서양이 점점 넓어졌으며, 북아메리카에서는 북아메리카 조산대와 네바다 조산대의 활동이 있었으며, 후기에는 세비어 조산대와 라라미데 조산대가 활동하였다. 한편, 곤드와나를 이루던 남아메리카, 남극, 아프리카, 오스트레일리아, 인도 역시 분리되었다. 당시 인도와 마다가스카르는 서로 이어져 있었다. 이러한 대륙의 분열로 인해 남대서양과 인도양이 형성되었다. 같은 기간 동안 아프리카 대륙의 이동으로 인해 테티스해는 점차 좁아졌다. 초대륙의 분열과 대륙의 이동으로 인해 백악기의 해수면은 높아졌으며 각 대륙의 많은 부분이 바닷물에 잠겼다.
백악기라는 이름은 해당 시기에 살았던 조개나 산호류에서 만들어진 탄산칼슘이 퇴적하여 형성된 백악에서 유래하였다. 백악기에는 현생누대의 어느 기간보다 많은 백악이 형성되었다. 이 시기에 형성된 백악은 대부분 석회비늘편모조류에 의해 생성된 것으로 해령의 융기와 해수의 순환으로 인해 전 세계로 퍼져 퇴적되었다. 이렇게 전 세계에 걸쳐 퇴적된 탄산염이 응훅한 퇴적암이 백악이다. 가장 널리 알려진 백악 지층은 미국 캔자스주의 스모키힐 백악층으로 여기에서는 당시 살던 다양한 생물의 화석이 많이 발굴되었다. 이 외에도 영국 잉글랜드의 남서부에 분포한 윌드, 중국의 진저우 시 인근에 분포한 이시안 층, 대한민국의 경상 누층군이 있다. 인도에서는 거대한 화산 활동으로 용암 대지인 데칸 트랩이 형성되었다.

### 기후
백악기 전기가 시작된 베리아스절에 지구의 기온은 중생대 말엽인 후기 쥐라기보다 하강하였다. 당시 기온이 낮아져 고지대에 눈이 내린 흔적이 발견되었다. 고위도 지역과 높은 산지에는 빙하가 형성되었으며 보다 남쪽에서는 눈이 오는 겨울이 나타났다.
그러나 이후 백악기 전반에 걸쳐 기온은 다시 상승하였다. 백악기 시기 왕성하게 일어났던 화산 활동으로 인해 이산화탄소가 증가하였기 때문이다. 해령을 따라 발달한 플룸 구조로 인해 해수면이 상승하였고 초대륙이 분열하면서 대륙들은 바다로 둘러싸이게 되었다. 동서의 대양을 연결하는 해량이었던 테티스 해 역시 지구 기온을 올리는데 일조하였다. 당시의 기온이 얼마나 온난하였는가는 알래스카나 그린란드에서 발견되는 식물 화석과 남위 75도 지점이었던 남극 대륙에서 공룡의 화석이 발견되는 것으로 미루어 짐작할 수 있다. 적도에서 극점까지 기온 변위가 매우 적은 기후로 인해 바람 역시 잔잔하였다. 이 때문에 해양의 용승 역시 오늘날에 비해 적었는데, 검은 셰일이 전 세계적으로 형성된 점, 그리고 해양의 산소 결핍 사태가 있었다는 점을 이의 증거로 제시할 수 있다. 해수면 온도는 평균 약 37 °C였을 것으로 추정되며 더운 곳은 42 °C에 이르렀을 것으로 추정된다. 이는 현재의 해수면 온도에 비해 약 17 °C 정도 높은 수치이다. 심해 역시 오늘날에 비해 15 - 20 °C 정도 높았을 것으로 추정된다.

## 지질학

### 연구의 역사
1822년 벨기에의 지질학자 장 도말리우스 달로이는 파리 분지의 지층을 연구한 끝에 백악기를 다른 지질 시대와 다른 독립적인 기로 분류하였다. 그는 새로 구분한 지질시대에 라틴어: Cretaceous라는 이름을 붙였는데 이는 백악을 뜻하는 라틴어: Creta에서 파생시킨 것이다. 크레타섬 역시 같은 라틴어 단어에서 유래된 이름이다.

### 하위 지질 시대
백악기는 크게 보아 백악기 전기와 백악기 후기로 나뉜다. 이는 다시 보다 세밀한 지질 시대인 여러 절로 나뉜다.
| 백악기 | 백악기 후기 |                |             |   |                    |
| 백악기 | 백악기 후기 | 마스트리흐트절 | 70.6 ± 0.6  | ~ | 66 ± 0.3 백만년    |
| 백악기 | 백악기 후기 | 상파뉴절       | 83.5 ± 0.7  | ~ | 70.6 ± 0.6 백만년  |
| 백악기 | 백악기 후기 | 생통주절       | 85.8 ± 0.7  | ~ | 83.5 ± 0.7 백만년  |
| 백악기 | 백악기 후기 | 코냑절         | 89.3 ± 1    | ~ | 85.8 ± 0.7 백만년  |
| 백악기 | 백악기 후기 | 투르절         | 93.5 ± 0.8  | ~ | 89.3 ± 1 백만년    |
| 백악기 | 백악기 후기 | 세노마눔절     | 99.6 ± 0.9  | ~ | 93.5 ± 0.8 백만년  |
| 백악기 | 백악기 전기 | 알비절         | 112.0 ± 1.0 | ~ | 99.6 ± 0.9 백만년  |
| 백악기 | 백악기 전기 | 압트절         | 125.0 ± 1.0 | ~ | 112.0 ± 1.0 백만년 |
| 백악기 | 백악기 전기 | 바렘절         | 130.0 ± 1.5 | ~ | 125.0 ± 1.0 백만년 |
| 백악기 | 백악기 전기 | 오트리브절     | 136.4 ± 2.0 | ~ | 130 ± 1.5 백만년   |
| 백악기 | 백악기 전기 | 발랑쟁절       | 140.2 ± 3.0 | ~ | 136.4 ± 2.0 백만년 |
| 백악기 | 백악기 전기 | 베리아절       | 145.5 ± 4.0 | ~ | 140.2 ± 3.0 백만년 |

### 지층
백악기에는 대륙의 상당 부분이 높은 기온과 해수면의 상승으로 인해 얕은 바다로 변해 있었다. 백악기라는 이름 자체는 유럽의 지층에서 발견되는 백악에서 유래한 것이나, 이러한 백악의 형성은 전 지구상에서 광범위하게 이루어졌다. 현존하는 석회암의 상당량이 이 당시 살았던 석회질의 분비물을 내는 해양 생물의 사체가 침전되어 생긴 것이다.
백악기에 살았던 석회비늘편모조류의 활동으로 만들어진 백악은 세계 여러 곳에 분포하여 있는데 잉글랜드 남부 해안의 도버 백색 절벽과 같은 곳이 유명하다. 이 외에도 북해 연안의 여러 곳에 이와 비슷한 백악 절벽들이 존재한다. 백악층에서는 성게, 베렘나이트, 암모나이트, 모사사우루스와 같은 당시 수생 생물의 화석이 많이 발견된다.
남유럽에서는 북유럽과 달리 백악이나 석회암 층이 발달하지 못한 대신 이회토가 흔한데, 백악기에는 아직 알프스 조산대가 형성되지 않았고 지금의 남부유럽은 대부분 대륙 남부의 대륙붕을 이루어 해저에 있었기 때문이다. 백악기 시기의 이 바다를 테티스 해라 한다.

### 대한민국경상 누층군
한국의 경우, 한반도 남동부에 위치한 경상 분지의 퇴적물 경상 누층군이 백악기의 지층이다. 지질 연대 측정 결과 선경상계 지층인 묘곡층과 경정동층, 신동층군 낙동층부터 하양층군 자인층 및 진동층 그리고 유천층군 고성층까지 모두 백악기의 지층이다. 경상 누층군에서는 공룡과 백악기 식물의 화석이 다수 산출된다. 
절대연령 측정 결과와 화석의 산출 등에 의한 경상 누층군 각 지층들의 가능한 지질시대의 범위는 다음과 같다.
|  | 66                    | 백 악 기 | 백 악 기 후 세         | 마스트리흐트절 Maastrichtian |        |  |  |        |        |             |  |          |  |  |  |  |
|  | 66                    | 백 악 기 | 백 악 기 후 세         | 마스트리흐트절 Maastrichtian |        |  |  |        |        |             |  |          |  |  |  |  |
|  | 67                    | 백 악 기 | 백 악 기 후 세         | 마스트리흐트절 Maastrichtian |        |  |  |        |        |             |  |          |  |  |  |  |
|  | 무포산 응회암         | 백 악 기 | 백 악 기 후 세         | 마스트리흐트절 Maastrichtian |        |  |  |        |        |             |  |          |  |  |  |  |
|  | 68                    | 백 악 기 | 백 악 기 후 세         | 마스트리흐트절 Maastrichtian |        |  |  |        |        |             |  |          |  |  |  |  |
|  |                       | 백 악 기 | 백 악 기 후 세         | 마스트리흐트절 Maastrichtian |        |  |  |        |        |             |  |          |  |  |  |  |
|  | 69                    | 백 악 기 | 백 악 기 후 세         | 마스트리흐트절 Maastrichtian |        |  |  |        |        |             |  |          |  |  |  |  |
|  |                       | 백 악 기 | 백 악 기 후 세         | 마스트리흐트절 Maastrichtian |        |  |  |        |        |             |  | 다대포층 |  |  |  |  |
|  | 70                    | 백 악 기 | 백 악 기 후 세         | 마스트리흐트절 Maastrichtian |        |  |  |        |        |             |  |          |  |  |  |  |
|  |                       | 백 악 기 | 백 악 기 후 세         | 마스트리흐트절 Maastrichtian |        |  |  |        |        |             |  |          |  |  |  |  |
|  | 71                    | 백 악 기 | 백 악 기 후 세         | 마스트리흐트절 Maastrichtian |        |  |  |        |        |             |  |          |  |  |  |  |
|  |                       | 백 악 기 | 백 악 기 후 세         | 마스트리흐트절 Maastrichtian |        |  |  |        |        |             |  |          |  |  |  |  |
|  | 72                    | 백 악 기 | 백 악 기 후 세         | 마스트리흐트절 Maastrichtian |        |  |  |        |        |             |  |          |  |  |  |  |
|  | 샹파뉴절 Campanian    | 백 악 기 | 백 악 기 후 세         |                              |        |  |  |        |        |             |  |          |  |  |  |  |
|  | 73                    | 백 악 기 | 백 악 기 후 세         |                              |        |  |  |        |        |             |  |          |  |  |  |  |
|  |                       | 백 악 기 | 백 악 기 후 세         |                              |        |  |  |        |        |             |  |          |  |  |  |  |
|  | 74                    | 백 악 기 | 백 악 기 후 세         |                              |        |  |  |        |        |             |  |          |  |  |  |  |
|  |                       | 백 악 기 | 백 악 기 후 세         |                              |        |  |  |        |        |             |  |          |  |  |  |  |
|  | 75                    | 백 악 기 | 백 악 기 후 세         |                              |        |  |  |        |        |             |  |          |  |  |  |  |
|  | 부남암주              | 백 악 기 | 백 악 기 후 세         |                              |        |  |  |        |        |             |  |          |  |  |  |  |
|  | 76                    | 백 악 기 | 백 악 기 후 세         |                              |        |  |  |        |        |             |  |          |  |  |  |  |
|  |                       | 백 악 기 | 백 악 기 후 세         |                              |        |  |  |        |        |             |  |          |  |  |  |  |
|  | 77                    | 백 악 기 | 백 악 기 후 세         |                              |        |  |  |        |        |             |  |          |  |  |  |  |
|  |                       | 백 악 기 | 백 악 기 후 세         |                              |        |  |  |        |        |             |  |          |  |  |  |  |
|  | 78                    | 백 악 기 | 백 악 기 후 세         |                              |        |  |  |        |        |             |  |          |  |  |  |  |
|  |                       | 백 악 기 | 백 악 기 후 세         |                              |        |  |  |        |        |             |  |          |  |  |  |  |
|  | 79                    | 백 악 기 | 백 악 기 후 세         |                              |        |  |  |        |        |             |  |          |  |  |  |  |
|  |                       | 백 악 기 | 백 악 기 후 세         |                              |        |  |  |        |        |             |  |          |  |  |  |  |
|  | 80                    | 백 악 기 | 백 악 기 후 세         |                              |        |  |  |        |        |             |  |          |  |  |  |  |
|  |                       | 백 악 기 | 백 악 기 후 세         |                              |        |  |  |        | 진동층 |             |  |          |  |  |  |  |
|  | 81                    | 백 악 기 | 백 악 기 후 세         |                              |        |  |  |        |        |             |  |          |  |  |  |  |
|  |                       | 백 악 기 | 백 악 기 후 세         |                              |        |  |  |        |        |             |  |          |  |  |  |  |
|  | 82                    | 백 악 기 | 백 악 기 후 세         |                              |        |  |  |        |        |             |  |          |  |  |  |  |
|  |                       | 백 악 기 | 백 악 기 후 세         |                              |        |  |  |        |        |             |  |          |  |  |  |  |
|  | 83                    | 백 악 기 | 백 악 기 후 세         |                              |        |  |  |        |        |             |  |          |  |  |  |  |
|  | 생통주절 Santonian    | 백 악 기 | 백 악 기 후 세         |                              |        |  |  |        |        |             |  |          |  |  |  |  |
|  | 84                    | 백 악 기 | 백 악 기 후 세         |                              |        |  |  |        |        |             |  |          |  |  |  |  |
|  | 팔공산 화강암         | 백 악 기 | 백 악 기 후 세         |                              |        |  |  |        |        |             |  |          |  |  |  |  |
|  | 85                    | 백 악 기 | 백 악 기 후 세         |                              |        |  |  |        |        |             |  |          |  |  |  |  |
|  |                       | 백 악 기 | 백 악 기 후 세         |                              |        |  |  |        |        | 고성층      |  |          |  |  |  |  |
|  | 86                    | 백 악 기 | 백 악 기 후 세         |                              |        |  |  |        |        |             |  |          |  |  |  |  |
|  | 코냐크절 Coniacian    | 백 악 기 | 백 악 기 후 세         |                              |        |  |  |        |        |             |  |          |  |  |  |  |
|  | 87                    | 백 악 기 | 백 악 기 후 세         |                              |        |  |  |        |        |             |  |          |  |  |  |  |
|  |                       | 백 악 기 | 백 악 기 후 세         |                              |        |  |  |        |        |             |  |          |  |  |  |  |
|  | 88                    | 백 악 기 | 백 악 기 후 세         |                              |        |  |  |        |        |             |  |          |  |  |  |  |
|  |                       | 백 악 기 | 백 악 기 후 세         |                              |        |  |  |        |        |             |  |          |  |  |  |  |
|  | 89                    | 백 악 기 | 백 악 기 후 세         |                              |        |  |  |        |        |             |  |          |  |  |  |  |
|  | 투랜절 Turonian       | 백 악 기 | 백 악 기 후 세         |                              |        |  |  |        |        |             |  |          |  |  |  |  |
|  | 90                    | 백 악 기 | 백 악 기 후 세         |                              |        |  |  |        |        |             |  |          |  |  |  |  |
|  |                       | 백 악 기 | 백 악 기 후 세         |                              |        |  |  |        |        |             |  |          |  |  |  |  |
|  | 91                    | 백 악 기 | 백 악 기 후 세         |                              |        |  |  |        |        |             |  |          |  |  |  |  |
|  |                       | 백 악 기 | 백 악 기 후 세         |                              |        |  |  |        |        |             |  |          |  |  |  |  |
|  | 92                    | 백 악 기 | 백 악 기 후 세         |                              |        |  |  |        |        |             |  |          |  |  |  |  |
|  |                       | 백 악 기 | 백 악 기 후 세         |                              |        |  |  |        |        |             |  |          |  |  |  |  |
|  | 93                    | 백 악 기 | 백 악 기 후 세         |                              |        |  |  |        |        |             |  |          |  |  |  |  |
|  |                       | 백 악 기 | 백 악 기 후 세         |                              |        |  |  |        |        |             |  |          |  |  |  |  |
|  | 94                    | 백 악 기 | 백 악 기 후 세         |                              |        |  |  |        |        |             |  |          |  |  |  |  |
|  | 세노마눔절 Cenomanian | 백 악 기 | 백 악 기 후 세         |                              |        |  |  |        |        |             |  |          |  |  |  |  |
|  | 95                    | 백 악 기 | 백 악 기 후 세         |                              |        |  |  |        |        |             |  |          |  |  |  |  |
|  |                       | 백 악 기 | 백 악 기 후 세         |                              |        |  |  |        |        |             |  |          |  |  |  |  |
|  | 96                    | 백 악 기 | 백 악 기 후 세         |                              |        |  |  |        |        |             |  |          |  |  |  |  |
|  | 구산동 응회암         | 백 악 기 | 백 악 기 후 세         |                              |        |  |  |        |        |             |  |          |  |  |  |  |
|  | 97                    | 백 악 기 | 백 악 기 후 세         |                              |        |  |  |        |        |             |  |          |  |  |  |  |
|  |                       | 백 악 기 | 백 악 기 후 세         |                              |        |  |  | 함안층 |        |             |  |          |  |  |  |  |
|  | 98                    | 백 악 기 | 백 악 기 후 세         |                              |        |  |  |        |        |             |  |          |  |  |  |  |
|  |                       | 백 악 기 | 백 악 기 후 세         |                              |        |  |  |        |        |             |  |          |  |  |  |  |
|  | 99                    | 백 악 기 | 백 악 기 후 세         |                              |        |  |  |        |        |             |  |          |  |  |  |  |
|  |                       | 백 악 기 | 백 악 기 후 세         |                              |        |  |  |        |        |             |  |          |  |  |  |  |
|  | 100                   | 백 악 기 |                        |                              |        |  |  |        |        |             |  |          |  |  |  |  |
|  | 백 악 기 전 세        | 백 악 기 | 알비절 Albian          |                              |        |  |  |        |        |             |  |          |  |  |  |  |
|  | 백 악 기 전 세        | 백 악 기 | 알비절 Albian          | 101                          |        |  |  |        |        |             |  |          |  |  |  |  |
|  | 백 악 기 전 세        | 백 악 기 | 알비절 Albian          |                              |        |  |  |        |        |             |  |          |  |  |  |  |
|  | 백 악 기 전 세        | 백 악 기 | 알비절 Albian          | 102                          |        |  |  |        |        |             |  |          |  |  |  |  |
|  | 백 악 기 전 세        | 백 악 기 | 알비절 Albian          |                              |        |  |  |        |        |             |  |          |  |  |  |  |
|  | 백 악 기 전 세        | 백 악 기 | 알비절 Albian          | 103                          |        |  |  |        |        |             |  |          |  |  |  |  |
|  | 백 악 기 전 세        | 백 악 기 | 알비절 Albian          |                              |        |  |  |        |        |             |  |          |  |  |  |  |
|  | 백 악 기 전 세        | 백 악 기 | 알비절 Albian          | 104                          |        |  |  |        |        |             |  |          |  |  |  |  |
|  | 백 악 기 전 세        | 백 악 기 | 알비절 Albian          |                              |        |  |  |        |        |             |  |          |  |  |  |  |
|  | 백 악 기 전 세        | 백 악 기 | 알비절 Albian          | 105                          |        |  |  |        |        |             |  |          |  |  |  |  |
|  | 백 악 기 전 세        | 백 악 기 | 알비절 Albian          |                              |        |  |  |        |        |             |  |          |  |  |  |  |
|  | 백 악 기 전 세        | 백 악 기 | 알비절 Albian          | 106                          |        |  |  |        |        |             |  |          |  |  |  |  |
|  | 백 악 기 전 세        | 백 악 기 | 알비절 Albian          |                              |        |  |  | 진주층 |        | 신라 역암층 |  |          |  |  |  |  |
|  | 백 악 기 전 세        | 백 악 기 | 알비절 Albian          | 107                          |        |  |  | 진주층 |        | 신라 역암층 |  |          |  |  |  |  |
|  | 백 악 기 전 세        | 백 악 기 | 알비절 Albian          |                              |        |  |  | 진주층 | 칠곡층 | 신라 역암층 |  | 울련산층 |  |  |  |  |
|  | 백 악 기 전 세        | 백 악 기 | 알비절 Albian          | 108                          |        |  |  | 진주층 | 칠곡층 | 신라 역암층 |  | 울련산층 |  |  |  |  |
|  | 백 악 기 전 세        | 백 악 기 | 알비절 Albian          |                              |        |  |  | 진주층 | 칠곡층 | 신라 역암층 |  | 울련산층 |  |  |  |  |
|  | 백 악 기 전 세        | 백 악 기 | 알비절 Albian          | 109                          |        |  |  | 진주층 | 칠곡층 | 신라 역암층 |  | 울련산층 |  |  |  |  |
|  | 백 악 기 전 세        | 백 악 기 | 알비절 Albian          | 하산동층                     |        |  |  | 진주층 | 칠곡층 | 신라 역암층 |  | 울련산층 |  |  |  |  |
|  | 백 악 기 전 세        | 백 악 기 | 알비절 Albian          | 110                          |        |  |  | 진주층 | 칠곡층 | 신라 역암층 |  | 울련산층 |  |  |  |  |
|  | 백 악 기 전 세        | 백 악 기 | 알비절 Albian          |                              |        |  |  | 진주층 |        | 신라 역암층 |  | 울련산층 |  |  |  |  |
|  | 백 악 기 전 세        | 백 악 기 | 알비절 Albian          | 111                          |        |  |  | 진주층 |        | 신라 역암층 |  | 울련산층 |  |  |  |  |
|  | 백 악 기 전 세        | 백 악 기 | 알비절 Albian          |                              |        |  |  | 진주층 |        |             |  | 울련산층 |  |  |  |  |
|  | 백 악 기 전 세        | 백 악 기 | 알비절 Albian          | 112                          |        |  |  | 진주층 |        |             |  | 울련산층 |  |  |  |  |
|  | 백 악 기 전 세        | 백 악 기 | 압트절 Aptian          |                              |        |  |  | 진주층 |        |             |  | 울련산층 |  |  |  |  |
|  | 백 악 기 전 세        | 백 악 기 | 113                    |                              |        |  |  | 진주층 |        |             |  | 울련산층 |  |  |  |  |
|  | 백 악 기 전 세        | 백 악 기 |                        |                              |        |  |  |        |        |             |  |          |  |  |  |  |
|  | 백 악 기 전 세        | 백 악 기 | 114                    |                              |        |  |  |        |        |             |  |          |  |  |  |  |
|  | 백 악 기 전 세        | 백 악 기 |                        |                              |        |  |  |        |        |             |  |          |  |  |  |  |
|  | 백 악 기 전 세        | 백 악 기 | 115                    |                              |        |  |  |        |        |             |  |          |  |  |  |  |
|  | 백 악 기 전 세        | 백 악 기 |                        |                              |        |  |  |        |        |             |  |          |  |  |  |  |
|  | 백 악 기 전 세        | 백 악 기 | 116                    |                              |        |  |  |        |        |             |  |          |  |  |  |  |
|  | 백 악 기 전 세        | 백 악 기 |                        |                              |        |  |  |        |        |             |  |          |  |  |  |  |
|  | 백 악 기 전 세        | 백 악 기 | 117                    |                              |        |  |  |        |        |             |  |          |  |  |  |  |
|  | 백 악 기 전 세        | 백 악 기 |                        |                              |        |  |  |        |        |             |  |          |  |  |  |  |
|  | 백 악 기 전 세        | 백 악 기 | 118                    |                              |        |  |  |        |        |             |  |          |  |  |  |  |
|  | 백 악 기 전 세        | 백 악 기 |                        | 경정동층                     | 낙동층 |  |  |        |        |             |  |          |  |  |  |  |
|  | 백 악 기 전 세        | 백 악 기 | 119                    | 경정동층                     | 낙동층 |  |  |        |        |             |  |          |  |  |  |  |
|  | 백 악 기 전 세        | 백 악 기 |                        | 경정동층                     | 낙동층 |  |  |        |        |             |  |          |  |  |  |  |
|  | 백 악 기 전 세        | 백 악 기 | 120                    | 경정동층                     | 낙동층 |  |  |        |        |             |  |          |  |  |  |  |
|  | 백 악 기 전 세        | 백 악 기 |                        | 경정동층                     | 낙동층 |  |  |        |        |             |  |          |  |  |  |  |
|  | 백 악 기 전 세        | 백 악 기 | 121                    | 경정동층                     | 낙동층 |  |  |        |        |             |  |          |  |  |  |  |
|  | 백 악 기 전 세        | 백 악 기 |                        | 경정동층                     | 낙동층 |  |  |        |        |             |  |          |  |  |  |  |
|  | 백 악 기 전 세        | 백 악 기 | 122                    | 경정동층                     | 낙동층 |  |  |        |        |             |  |          |  |  |  |  |
|  | 백 악 기 전 세        | 백 악 기 |                        | 경정동층                     | 낙동층 |  |  |        |        |             |  |          |  |  |  |  |
|  | 백 악 기 전 세        | 백 악 기 | 123                    | 경정동층                     | 낙동층 |  |  |        |        |             |  |          |  |  |  |  |
|  | 백 악 기 전 세        | 백 악 기 |                        | 경정동층                     | 낙동층 |  |  |        |        |             |  |          |  |  |  |  |
|  | 백 악 기 전 세        | 백 악 기 | 124                    | 경정동층                     | 낙동층 |  |  |        |        |             |  |          |  |  |  |  |
|  | 백 악 기 전 세        | 백 악 기 |                        | 경정동층                     | 낙동층 |  |  |        |        |             |  |          |  |  |  |  |
|  | 백 악 기 전 세        | 백 악 기 | 125                    | 경정동층                     | 낙동층 |  |  |        |        |             |  |          |  |  |  |  |
|  | 백 악 기 전 세        | 백 악 기 | 바렘절 Barremian       | 경정동층                     | 낙동층 |  |  |        |        |             |  |          |  |  |  |  |
|  | 백 악 기 전 세        | 백 악 기 | 126                    | 경정동층                     | 낙동층 |  |  |        |        |             |  |          |  |  |  |  |
|  | 백 악 기 전 세        | 백 악 기 |                        | 경정동층                     | 낙동층 |  |  |        |        |             |  |          |  |  |  |  |
|  | 백 악 기 전 세        | 백 악 기 | 127                    | 경정동층                     | 낙동층 |  |  |        |        |             |  |          |  |  |  |  |
|  | 백 악 기 전 세        | 백 악 기 |                        | 경정동층                     | 낙동층 |  |  |        |        |             |  |          |  |  |  |  |
|  | 백 악 기 전 세        | 백 악 기 | 128                    | 경정동층                     | 낙동층 |  |  |        |        |             |  |          |  |  |  |  |
|  | 백 악 기 전 세        | 백 악 기 |                        | 경정동층                     |        |  |  |        |        |             |  |          |  |  |  |  |
|  | 백 악 기 전 세        | 백 악 기 | 129                    | 경정동층                     |        |  |  |        |        |             |  |          |  |  |  |  |
|  | 백 악 기 전 세        | 백 악 기 | 묘곡층                 | 경정동층                     |        |  |  |        |        |             |  |          |  |  |  |  |
|  | 백 악 기 전 세        | 백 악 기 | 130                    | 경정동층                     |        |  |  |        |        |             |  |          |  |  |  |  |
|  | 백 악 기 전 세        | 백 악 기 | 오트리브절 Hauterivian | 경정동층                     |        |  |  |        |        |             |  |          |  |  |  |  |
|  | 백 악 기 전 세        | 백 악 기 | 131                    | 경정동층                     |        |  |  |        |        |             |  |          |  |  |  |  |
|  | 백 악 기 전 세        | 백 악 기 |                        | 경정동층                     |        |  |  |        |        |             |  |          |  |  |  |  |
|  | 백 악 기 전 세        | 백 악 기 | 132                    | 경정동층                     |        |  |  |        |        |             |  |          |  |  |  |  |
|  | 백 악 기 전 세        | 백 악 기 |                        | 경정동층                     |        |  |  |        |        |             |  |          |  |  |  |  |
|  | 백 악 기 전 세        | 백 악 기 | 133                    | 경정동층                     |        |  |  |        |        |             |  |          |  |  |  |  |
|  | 백 악 기 전 세        | 백 악 기 |                        | 경정동층                     |        |  |  |        |        |             |  |          |  |  |  |  |
|  | 백 악 기 전 세        | 백 악 기 | 134                    | 경정동층                     |        |  |  |        |        |             |  |          |  |  |  |  |
|  | 백 악 기 전 세        | 백 악 기 |                        | 경정동층                     |        |  |  |        |        |             |  |          |  |  |  |  |
|  | 백 악 기 전 세        | 백 악 기 | 135                    | 경정동층                     |        |  |  |        |        |             |  |          |  |  |  |  |
|  | 백 악 기 전 세        | 백 악 기 |                        | 경정동층                     |        |  |  |        |        |             |  |          |  |  |  |  |
|  | 백 악 기 전 세        | 백 악 기 | 136                    | 경정동층                     |        |  |  |        |        |             |  |          |  |  |  |  |
|  | 백 악 기 전 세        | 백 악 기 |                        | 경정동층                     |        |  |  |        |        |             |  |          |  |  |  |  |
|  | 백 악 기 전 세        | 백 악 기 | 137                    | 경정동층                     |        |  |  |        |        |             |  |          |  |  |  |  |
|  | 백 악 기 전 세        | 백 악 기 | 발랑쟁절 Valanginian   | 경정동층                     |        |  |  |        |        |             |  |          |  |  |  |  |
|  | 백 악 기 전 세        | 백 악 기 | 138                    | 경정동층                     |        |  |  |        |        |             |  |          |  |  |  |  |
|  | 백 악 기 전 세        | 백 악 기 |                        |                              |        |  |  |        |        |             |  |          |  |  |  |  |
|  | 백 악 기 전 세        | 백 악 기 | 139                    |                              |        |  |  |        |        |             |  |          |  |  |  |  |
|  | 백 악 기 전 세        | 백 악 기 |                        |                              |        |  |  |        |        |             |  |          |  |  |  |  |
|  | 백 악 기 전 세        | 백 악 기 | 140                    |                              |        |  |  |        |        |             |  |          |  |  |  |  |
|  | 백 악 기 전 세        | 백 악 기 |                        |                              |        |  |  |        |        |             |  |          |  |  |  |  |

## 생물

### 식물
백악기에 이르러 속씨식물이 출현하였다. 이후 속씨식물은 꾸준히 퍼져나가 백악기 후기인 캄파니 절에는 우점종으로 자리잡게 되었다. 백악기에 출현한 속씨식물로는 버즘나무, 분꽃나무, 버드나무, 사시나무, 녹나무, 감탕나무, 두릅나무, 생강나무 등이 있다. 속씨식물은 꿀벌과 공생 관계를 이루며 함께 진화하였다. 이는 공진화의 대표적인 사례로 꼽힌다.

### 육상 생물

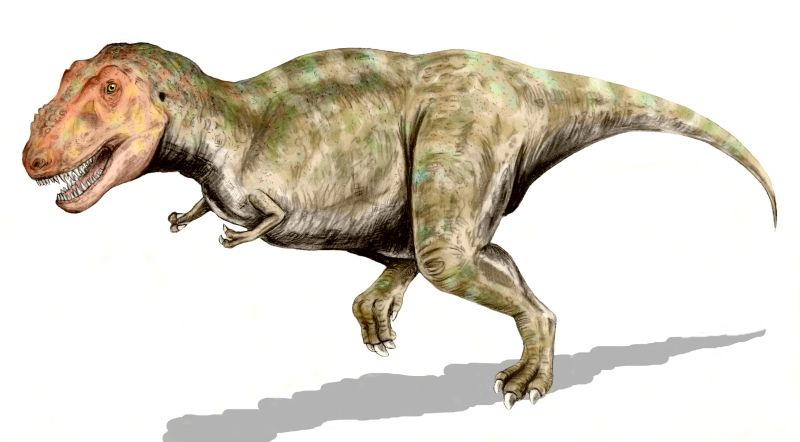
티라노사우루스 렉스는 중생대 최후의 대형 수각류로 백악기 말기 북아메리카 서부 라라미디아에서 최상위 포식자의 지위에 있었다.

백악기의 주요 육상 생물은 공룡을 비롯한 지배파충류였다. 포유류는 유대류가 출현하는 것과 같은 진화가 계속되었으나 여전히 소수종이었다. 백악기 후기에 이르러 진수하강이 출현하였다.
백악기 초기에서 중기에 이르기까지 하늘에는 익룡이 날아다녔다. 이후 공룡의 일부가 방산 적응의 결과 조류로 진화하였다. 수각아목에 속하는 발가락이 셋 달린 공룡인 코에루로사우루스류가 이시기에 출현하였으며 이 가운데 일부가 진화하여 조류가 되었다. 조류는 백악기 말에 있었던 대멸종에서도 살아남아 오늘날까지 유지되고 있다.
'백악기의 폼베이'로 불리는 중국 랴오닝성의 이시안 층에서는 같은 시기에 형성된 작은 키의 공룡, 조류, 포유류의 화석이 함께 발굴되었다. 이는 백악기 후기에 공룡, 포유류, 조류가 같은 장소에 섞여 살았음을 보여준다. 특히 1996년 이시안 층에서는 온 몸이 깃털로 덮인 시노사우롭테릭스 프리마가 발굴되어 주목을 받았다.
꽃의 출현과 더불어 곤충의 분화도 계속되어 최초의 사회성 곤충인 꿀벌, 말벌, 개미와 같은 작은 생물들이 출현하였다. 페름기에 등장한 진딧물, 석탄기에 등장한 메뚜기, 트라이아스기에 등장한 혹벌레도 이 시기에 다양화하였다.

### 해양 생물
백악기 바다에는 오늘날의 상어와 진골류의 공통조상인 가오리상목에 속하는 어류가 살고 있었다. 어룡은 백악기 초기에 출현하여 말기에 멸종하였다. 수장룡은 백악기 전 기간에 걸쳐 서식하였으며 백악기 후기에 모사사우루스가 출현하였다.
따듯한 수온으로 인해 오늘날의 산호와 같은 고착동물이었던 루디스트가 연안을 메웠으며 이 사이를 암모나이트가 유명하였다. 백악기 후기에는 헤스페로르니테스가 출현하였는데 이 새는 부리에 촘촘한 이빨이 있었으며 날지 못하였고 물속을 헤엄쳐 물고기를 사냥하였다. 한편 얕은 바다에는 유공충과 불가사리 같은 극피동물들이 있었다.
백악기에는 규조류의 첫 번째 분화가 일어났다. 해양 규조류는 오늘날까지 이어지고 있으나 담수 규조류는 마이오세 이전에 멸종하였다.
백악기에는 암석에 붙어 사는 조개류 등에 의해 생물학적 침식이 왕성하게 일어나 바위에 특유의 구멍 흔적을 남겼다.

### 대멸종
백악기 말엽인 마스트리흐트절에서 신생대 초기인 팔레오세가 시작되는 시점까지 해당하는 시기인 K-T 경계에 대멸종이 일어났다. 백악기-제3기 대멸종 또는 간단히 K-T 대멸종이라 불리는 이 대멸종 사건으로 인해 전지구적인 생태학적 위기가 도래하였다. 대멸종 이후 오랜 기간 동안 생물다양성은 회복되지 못하였으며 살아남은 생물들의 생태학적 지위 역시 불안한 상태였다.
K-T 대멸종으로 인해 많은 수의 분기군이 멸종하였는데, 대기중에 햇볕을 차단하는 성분이 장기간 존재하면서 지표에 도달하는 태양 에너지가 감소한 것이 가장 큰 원인이었다. 태양광의 감소는 광합성을 하는 식물의 감소로 이어졌고 이를 먹이로 삼는 초식동물이 멸종에 이르게 되자 결국 최종 포식자인 티라노사우루스 렉스와 같은 대형 육식동물도 멸종하게 되었다.
해양에서도 암모나이트, 루이스트와 같은 연체동물이 사라지자 이를 먹이로 하는 모사사우루스와 같은 해양동물 역시 멸종하였다. 한편 민물에서도 수중에 서식하던 민물달팽이와 민물홍합 같은 종들이 멸종하였다.

## 같이 보기
- 중생대
- 백악기-고진기 대량절멸

## 참고 문헌
- Neal L Larson, Steven D Jorgensen, Robert A Farrar and Peter L Larson. Ammonites and the other Cephalopods of the Pierre Seaway. Geoscience Press, 1997.
- Ogg, Jim; June, 2004, Overview of Global Boundary Stratotype Sections and Points (GSSP's) http://www.stratigraphy.org/gssp.htm Accessed April 30, 2006.
- Ovechkina, M.N. and Alekseev, A.S. 2005. Quantitative changes of calcareous nannoflora in the Saratov region (Russian Platform) during the late Maastrichtian warming event. Journal of Iberian Geology 31 (1): 149-165. PDF
- Alex Rasnitsyn|Rasnitsyn, A.P. and Quicke, D.L.J., History of Insects, 2002, Kluwer Academic Publishers, ISBN 1-4020-0026-X , detailed coverage of various aspects of the evolutionary history of the insects.
- Skinner, Brian J., and Stephen C. Porter. The Dynamic Earth: An Introduction to Physical Geology. 3rd ed. New York: John Wiley & Sons, Inc., 1995. ISBN 0-471-60618-9}
- Stanley, Steven M. Earth System History. New York: W.H. Freeman and Company, 1999. ISBN 0-7167-2882-6
- Taylor, P.D. and Wilson, M.A., 2003. Palaeoecology and evolution of marine hard substrate communities. Earth-Science Reviews 62: 1-103.